# اجعاونة حمري (سيدي احمد بن عيسى)
اجعاونة حمري هو دُوَّار يقع بجماعة سيدي أحمد بنعيسى، إقليم سيدي قاسم، جهة الرباط سلا القنيطرة في المملكة المغربية. ينتمي الدوّار لمشيخة سيدي احمد بن عيسى التي تضم 12 دوار. يقدر عدد سكانه بـ 342 نسمة حسب الإحصاء الرسمي للسكان والسكنى لسنة 2004.

## روابط خارجية
- البوابة الوطنية للجماعات الترابية
- المندوبية السامية للتخطيط